# Genrïx Şmïdtgal'
Genrïx Şmïdtgal' (in kazako Генрих Шмидтгаль?; in tedesco Heinrich Schmidtgal; Esik, 20 novembre 1985) è un ex calciatore kazako di origine tedesca, di ruolo centrocampista.

## Statistiche

### Cronologia presenze e reti in nazionale
| Cronologia completa delle presenze e delle reti in nazionale ― Kazakistan | Cronologia completa delle presenze e delle reti in nazionale ― Kazakistan | Cronologia completa delle presenze e delle reti in nazionale ― Kazakistan | Cronologia completa delle presenze e delle reti in nazionale ― Kazakistan | Cronologia completa delle presenze e delle reti in nazionale ― Kazakistan | Cronologia completa delle presenze e delle reti in nazionale ― Kazakistan | Cronologia completa delle presenze e delle reti in nazionale ― Kazakistan | Cronologia completa delle presenze e delle reti in nazionale ― Kazakistan |
| Data                                                                      | Città                                                                     | In casa                                                                   | Risultato                                                                 | Ospiti                                                                    | Competizione                                                              | Reti                                                                      | Note                                                                      |
| ------------------------------------------------------------------------- | ------------------------------------------------------------------------- | ------------------------------------------------------------------------- | ------------------------------------------------------------------------- | ------------------------------------------------------------------------- | ------------------------------------------------------------------------- | ------------------------------------------------------------------------- | ------------------------------------------------------------------------- |
| 3-9-2010                                                                  | Astana                                                                    | Kazakistan                                                                | 0 – 3                                                                     | Turchia                                                                   | Qual. Euro 2012                                                           | -                                                                         |                                                                           |
| 8-10-2010                                                                 | Astana                                                                    | Kazakistan                                                                | 0 – 2                                                                     | Belgio                                                                    | Qual. Euro 2012                                                           | -                                                                         |                                                                           |
| 12-10-2010                                                                | Astana                                                                    | Kazakistan                                                                | 0 – 3                                                                     | Germania                                                                  | Qual. Euro 2012                                                           | -                                                                         |                                                                           |
| 3-6-2011                                                                  | Astana                                                                    | Kazakistan                                                                | 2 – 1                                                                     | Azerbaigian                                                               | Qual. Euro 2012                                                           | -                                                                         |                                                                           |
| 2-9-2011                                                                  | Istanbul                                                                  | Turchia                                                                   | 2 – 1                                                                     | Kazakistan                                                                | Qual. Euro 2012                                                           | -                                                                         |                                                                           |
| 11-10-2011                                                                | Astana                                                                    | Kazakistan                                                                | 0 – 0                                                                     | Austria                                                                   | Qual. Euro 2012                                                           | -                                                                         |                                                                           |
| Totale                                                                    |                                                                           | Presenze                                                                  | 6                                                                         |                                                                           | Reti                                                                      | 0                                                                         |                                                                           |